# Рончевский, Константин Игнатьевич
Константин Игнатьевич Рончевский (латыш. Konstantīns Rončevskis; 1874/1875—1935) — русский и латвийский скульптор и архитектор, доктор архитектуры (1925).

## Биография
Константин Рончевский родился 31 декабря 1874 (12 января 1875) года в Санкт-Петербурге, в семье чиновника Министерства финансов Игнатия Рончевского, имевшего польские корни.
Окончил реальное училище Петра I (1892) и архитектурное отделение Рижского политехнического института (1898); был оставлен в институте помощником профессора Коха. Выполнил несколько самостоятельных проектов: отмеченный 2-й премией конкурсный проект церкви Св. Гертруды в Риге (1900) и возведённый в Ковенской губернии костёл (1903). В 1899 году ему было поручено читать лекции по прикладной перспективе, а с 1900 года он начал читать ещё историю зодчества древних веков. В апреле—августе 1901 года находился в командировке в Италии и ездил туда каждое лето до 1905 года; изучал памятники римской архитектуры в различных европейских музеях. С 1903 года — адъюнкт-профессор с чином коллежского советника. В ноябре 1905 года, как он сам указывал — «вследствие неурядиц в академической жизни», уволился из института, чтобы «посвятить свои силы изучению чистого искусства, особенно живописи и ваяния» и «несколько лет работал в мастерских Мюнхена и главным образом Парижа, изучая попутно музейные коллекции центральной Европы и Парижа».
Вернувшись в Ригу в 1912 году стал преподавать, по приглашению Пурвитиса, историю искусств в Рижской городской художественной школе — до 1915 года. В это же время он состоял членом правления рижского Общества поощрения художеств. В 1914/1915 учебном году преподавал «архитектурные формы» на частных курсах инженера Озолина в Риге. В сентябре 1915 года вновь стал преподавать в Рижском политехническом институте, эвакуированном в Москву; с июля 1917 года — в звании профессора архитектуры; в 1918 году был и. о. декана строительного отделения. 
Скульптуре обучался в частных студиях Москвы, Мюнхена и Парижа (1906—1911). Недолгое время работал архитектурном бюро Иоганна Коха Отто Хофмана. Был доцентом кафедры истории архитектуры Рижского политехнического института (1899—1905 и 1912—1918, 
4 октября 1916 г. сделал в Московском архитектурном обществе доклад на тему «Художественная обработка древнеримских ворот» и был принят в действительные члены общества.
С 1918 по 1921 гг. — доцент Московского высшего технического училища и Московского политехнического института (1918—1921). С 1921 года доцент Латвийского университета и педагог Латвийской академии художеств (руководитель скульптурной мастерской).
Был членом общества художников «Садарбс» (1926), сотрудником Немецкого археологического института (1932), почётным доктором Латвийского университета. Награждён латвийским орденом Трёх звёзд III степени (1928) и польским Золотым крестом Заслуги (1930).
Умер 7 ноября 1935 года.

## Основные работы
Наиболее известные работы: скульптурные портреты деятелей латвийской культуры В. Пурвитиса (1911), Кр. Барона (1923), Б. Дзениса (1925), А. Юрьяна (1925), Л. Либертса (1926), Я. Витола (1929), Я. Райниса (1934). Стилизованный скульптурный портрет Египтянин (1934), копия скульптуры Св. Иоанна Крестителя в одной из ниш в стене старой башни архитектурного комплекса «Шведские ворота». Надгробный памятник латвийского композитора и фольклориста Андрея Юрьяна.
Большая часть наследия Константина Рончевского находится на хранении в запасниках Латвийского Национального художественного музея. Отдельные работы имеются в Латвийском университете, Музыкальной академии, Национальной опере и в частных коллекциях.
В 2009 году московское издательство Книжный дом «Либроком» выпустило труд Константина Рончевского «Римские триумфальные арки и родственные членения в древнем зодчестве», написанного на основе лекций прочитанных автором в Рижском политехническом институте.

## Публикации
- Gewölbeschmuck im römischen Altertum = украшения древнеримских сводов. — Berlin: Reimer, 1903.
- Художественные мотивы в древнем римском зодчестве. Ч. 1. — Рига: тип. газеты «Rigaer tageblatt», 1905.
- Римские триумфальные арки и родственные членения в древнем зодчестве (из лекции, читанной в Рижском политехническом институте). — М., 1915 (переиздание — М.: Либроком, 2009).
- Образцы древнегреческих архитектурных ордеров (27 табл., сост. для студентов Рижского политехнического института, применит. к прохождению курса кл. архитектуры). — М., 1917.
- Variantes des Chapiteaux Romains (matériaux pour l'étude de l’art décoratif) // Annales de l’Université de Latvie (1923), Livr. 8.
- Deux Chaptieaux du Musée de Nîmes et le Chaptieaux de l’Arco del Leoni à Vérone // Acta Universitatis Latviensis (1924), Livr. 11.
- Description des chapiteaux corinthiens et variés du Musée gréco-romain d’Alexandrie, Égypte (Bulletin de la Société Archéologique d’Alexandrie. fasc. 22. Suppl.) Riga, 1927.
- Römische Kapitelle mit pflanzlichen Voluten // Jahrbuch des Deutschen Archäologischen Instituts, Heft 1/2 (1931).
- Kapitelle des El Hasne in Petra // Jahrbuch des Deutschen Archäologischen Instituts, Heft 1/2 (1932).
- Tarentiner Kapitelle // Archäologischer Anzeiger, Heft 1/2 (1934).